# 다촨위안 만족 조선족 향
다촨위안 만족 조선족 향(중국어: 大泉源满族朝鲜族乡, 병음: Dàquányuán mǎnzú cháoxiǎnzú xiāng, 중국조선어: 대전원만족조선족향)은 중화인민공화국 지린성 퉁화 시 퉁화 현의 민족향이다.